# Tomislav Čošković
Tomislav Čošković (ur. 22 kwietnia 1979 w Zagrzebiu) – chorwacki siatkarz grający na pozycji przyjmującego, reprezentant Chorwacji.
16 lipca 2010 roku otrzymał od prezydenta Turcji Abdullaha Güla tureckie obywatelstwo.

## Przebieg kariery
| Siatkarz             | Siatkarz                      | Siatkarz                      | Siatkarz                      | Siatkarz                      | Siatkarz                      | Siatkarz                      | Siatkarz                      | Siatkarz                      | Siatkarz                      | Siatkarz                      |                               |
| Lata                 | Klub                          | Klub                          | Klub                          | Klub                          | Klub                          | Klub                          | Klub                          | Klub                          | Klub                          | Klub                          | Klub                          |
| -------------------- | ----------------------------- | ----------------------------- | ----------------------------- | ----------------------------- | ----------------------------- | ----------------------------- | ----------------------------- | ----------------------------- | ----------------------------- | ----------------------------- | ----------------------------- |
| 1998–2000            | HAOK Mladost Zagrzeb          | HAOK Mladost Zagrzeb          | HAOK Mladost Zagrzeb          | HAOK Mladost Zagrzeb          | HAOK Mladost Zagrzeb          | HAOK Mladost Zagrzeb          | HAOK Mladost Zagrzeb          | HAOK Mladost Zagrzeb          | HAOK Mladost Zagrzeb          | HAOK Mladost Zagrzeb          | HAOK Mladost Zagrzeb          |
| 2000–2001            | Palermo Volley                | Palermo Volley                | Palermo Volley                | Palermo Volley                | Palermo Volley                | Palermo Volley                | Palermo Volley                | Palermo Volley                | Palermo Volley                | Palermo Volley                | Palermo Volley                |
| 2001–2002            | Hypo Tirol Innsbruck          | Hypo Tirol Innsbruck          | Hypo Tirol Innsbruck          | Hypo Tirol Innsbruck          | Hypo Tirol Innsbruck          | Hypo Tirol Innsbruck          | Hypo Tirol Innsbruck          | Hypo Tirol Innsbruck          | Hypo Tirol Innsbruck          | Hypo Tirol Innsbruck          | Hypo Tirol Innsbruck          |
| 2002–2004            | Rennes Volley 35              | Rennes Volley 35              | Rennes Volley 35              | Rennes Volley 35              | Rennes Volley 35              | Rennes Volley 35              | Rennes Volley 35              | Rennes Volley 35              | Rennes Volley 35              | Rennes Volley 35              | Rennes Volley 35              |
| 2004–2005            | Tourcoing Lille               | Tourcoing Lille               | Tourcoing Lille               | Tourcoing Lille               | Tourcoing Lille               | Tourcoing Lille               | Tourcoing Lille               | Tourcoing Lille               | Tourcoing Lille               | Tourcoing Lille               | Tourcoing Lille               |
| 2005–2006            | Olympiakos Pireus             | Olympiakos Pireus             | Olympiakos Pireus             | Olympiakos Pireus             | Olympiakos Pireus             | Olympiakos Pireus             | Olympiakos Pireus             | Olympiakos Pireus             | Olympiakos Pireus             | Olympiakos Pireus             | Olympiakos Pireus             |
| 2006–2007            | Lokomotiw Nowosybirsk         | Lokomotiw Nowosybirsk         | Lokomotiw Nowosybirsk         | Lokomotiw Nowosybirsk         | Lokomotiw Nowosybirsk         | Lokomotiw Nowosybirsk         | Lokomotiw Nowosybirsk         | Lokomotiw Nowosybirsk         | Lokomotiw Nowosybirsk         | Lokomotiw Nowosybirsk         | Lokomotiw Nowosybirsk         |
| 2007–2012            | Fenerbahçe SK                 | Fenerbahçe SK                 | Fenerbahçe SK                 | Fenerbahçe SK                 | Fenerbahçe SK                 | Fenerbahçe SK                 | Fenerbahçe SK                 | Fenerbahçe SK                 | Fenerbahçe SK                 | Fenerbahçe SK                 | Fenerbahçe SK                 |
| 2012–2013            | Galatasaray Stambuł           | Galatasaray Stambuł           | Galatasaray Stambuł           | Galatasaray Stambuł           | Galatasaray Stambuł           | Galatasaray Stambuł           | Galatasaray Stambuł           | Galatasaray Stambuł           | Galatasaray Stambuł           | Galatasaray Stambuł           | Galatasaray Stambuł           |
| 2013–2017            | Büyükşehir Belediyesi Stambuł | Büyükşehir Belediyesi Stambuł | Büyükşehir Belediyesi Stambuł | Büyükşehir Belediyesi Stambuł | Büyükşehir Belediyesi Stambuł | Büyükşehir Belediyesi Stambuł | Büyükşehir Belediyesi Stambuł | Büyükşehir Belediyesi Stambuł | Büyükşehir Belediyesi Stambuł | Büyükşehir Belediyesi Stambuł | Büyükşehir Belediyesi Stambuł |
| 2018 (od 24.01.2018) | OK Mladost Ribola Kaštela     | OK Mladost Ribola Kaštela     | OK Mladost Ribola Kaštela     | OK Mladost Ribola Kaštela     | OK Mladost Ribola Kaštela     | OK Mladost Ribola Kaštela     | OK Mladost Ribola Kaštela     | OK Mladost Ribola Kaštela     | OK Mladost Ribola Kaštela     | OK Mladost Ribola Kaštela     | OK Mladost Ribola Kaštela     |
| 2018–2019            | U Mumba Volley                | U Mumba Volley                | U Mumba Volley                | U Mumba Volley                | U Mumba Volley                | U Mumba Volley                | U Mumba Volley                | U Mumba Volley                | U Mumba Volley                | U Mumba Volley                | U Mumba Volley                |
| Trener               |                               |                               |                               |                               |                               |                               |                               |                               |                               |                               |                               |
| Lata                 | Reprezentacja                 | Funkcja                       |                               |                               |                               |                               |                               |                               |                               |                               |                               |
| 2021–                | Chorwacja                     | asystent trenera              |                               |                               |                               |                               |                               |                               |                               |                               |                               |

## Sukcesy klubowe
Puchar Chorwacji:
- 1998, 2018

Liga chorwacka:
- 1999, 2000
- 2018

Liga austriacka:
- 2002

Puchar CEV:
- 2005

Liga grecka:
- 2006

Puchar Turcji:
- 2008, 2012[2]

Liga turecka:
- 2008, 2010, 2011, 2012
- 2009, 2016
- 2013, 2014

Puchar BVA:
- 2009

Superpuchar Turcji:
- 2011

## Sukcesy reprezentacyjne
Liga Europejska:
- 2006

## Nagrody indywidualne
- 2006: Najlepszy zagrywający Ligi Europejskiej
- 2009: Najlepszy punktujący Pucharu BVA